# Saint-Jean-Lespinasse
Saint-Jean-Lespinasse é uma comuna francesa na região administrativa de Occitânia, no departamento de Lot. Estende-se por uma área de 5,99 km². Em 2010 a comuna tinha 415 habitantes (densidade: 69,3 hab./km²).